# Franz Emil Hellwig
Franz Emil Hellwig (* 1854 in Halle (Saale); † 1929 ebenda) war ein deutscher Kaufmann, der während seiner Aufenthalte in der ehemaligen deutschen Kolonie Deutsch-Neuguinea (DNG) als Unternehmer und Ethnograph tätig war und sich unter Nutzung der kolonialen deutschen Herrschaftsstrukturen zwei umfangreiche Sammlungen von Kultobjekten, Waffen und Alltagsgegenständen Melanesiens aneignete.

## Lebensweg

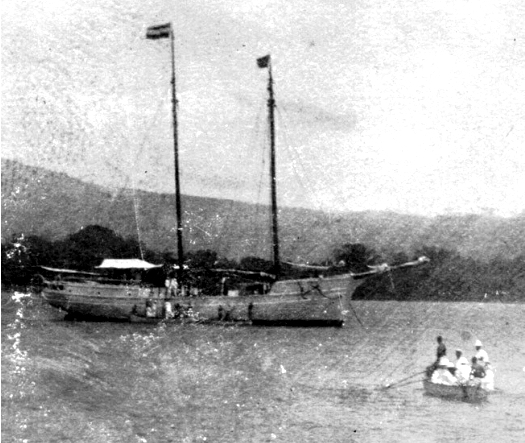
Das Schiff Gazelle, mit dem Hellwig 1902 und 1903 die Westlichen Inseln bereiste (Foto: Otto Dempwolff)

Franz Emil Hellwig betätigte sich nach seiner Ausbildung zum Kaufmann in verschiedenen Berufen, vom Hausierer über Uhrmacher bis zum professionellen Wildschweinjäger. Meist war er als Hotelwirt tätig, so zum Beispiel vor seiner ersten Reise nach Melanesien in Laibach im Hotel „Elephant“. Weiterhin war er auch Briefmarkensammler.

### Erste Reise nach Deutsch-Neuguinea 1895 bis 1898
Im Februar 1895 reiste Franz Hellwig erstmals in die sogenannten Schutzgebiete des Deutschen Kaiserreichs in Ozeanien. Er war Angestellter der Deutschen Handels- und Plantagen Gesellschaft (DHPG) aus Hamburg und verwaltete deren Zweigniederlassung auf der Insel Mioko der Duke of York Islands im Bismarck-Archipel. Seit 1884 gehörte die Insel zum deutschen Herrschaftsgebiet. Für das Jahr 1896 wurde Hellwig zu einem von vier stellvertretenden Beisitzern des Kaiserlichen Gerichts des „Schutzgebietes“ der Neuguinea-Kompagnie in Herbertshöhe auf der Insel Neupommern berufen. Während seines bis April 1898 dauernden Aufenthalts trug Hellwig unter Ausnutzung der kolonialen Strukturen und Machtverhältnisse eine umfangreiche Sammlung von Ethnographika zusammen. Götz Aly charakterisiert Hellwig als „fachlich angelernten Serienräuber“. Nach seiner Rückkehr nach Halle (Saale) präsentierte er seine Sammlung im März/April 1899 privat in der Mansfelder Straße in Halle (Saale) und hielt dazu Vorträge. Am 17. April 1899 beschloss die Stadtverordnetenversammlung von Halle (Saale), 1.700 Objekte aus Hellwigs Sammlung für 5.500 Mark anzukaufen. Götz Aly konstatierte dazu 2021: „Er verhökerte das neben der Räuberei für Hernsheim und Thiel als Provision ‚Zusammengebrachte‘ in Deutschland und führte sich dabei wie der Impresario eines exotisch ausstaffierten Zirkus auf.“ Die Sammlung wurde in das Inventar des Museums für Kunst und Kunstgewerbe der Stadt Halle (Saale) aufgenommen, kurzzeitig für vier Wochen im Museumsgebäude am Großen Berlin öffentlich gezeigt, dann jedoch wieder verpackt, da es Pläne für die Etablierung eines eigenen Völkerkundemuseums gab, die allerdings nie realisiert wurden. Teile der Sammlung präsentierte Max Sauerlandt ab Sommer 1913 in den neuen Museumsräumen in der ausgebauten Moritzburg zusammen mit dem Gemälde Der Missionar von Emil Nolde. Sauerlandts Nachfolger Alois J. Schardt baute die Präsentation ab, verpackte die Hellwigsche Sammlung und lagerte sie ein. 1953 musste sie im Rahmen der sogenannten „Museumsprofilierung“ auf Anordnung der DDR-Behörden an das Völkerkundemuseum in Leipzig abgegeben werden, wo sie sich bis heute befindet.
Im Frühjahr 2024 findet im Kunstmuseum Moritzburg Halle (Saale) die Ausstellung It’s all about collecting … Expressionismus | Museum | Kolonialismus. Die Sammlung Horn zu Gast in Halle (Saale) statt, in der erstmals seit den 1920er Jahren Objekte aus der 1899 erworbenen ersten Melanesien-Sammlung Franz Emil Hellwigs gezeigt werden und die Geschichte der Sammlung kritisch präsentiert und aufbereitet wird.

### Zweite Reise nach Deutsch-Neuguinea 1899 bis 1904
Am 1. September 1899 trat Hellwig seine zweite Reise nach Deutsch-Neuguinea an, wo er ab der Eröffnung am 4. August 1900 für kurze Zeit die Leitung des einzigen Hotels, des „Fürst Bismarck“ in Herbertshöhe, übernahm, welches Queen Emma gehörte, mit der er sich jedoch bald zerstritt. Von November 1902 bis Januar 1903 war er als Sammler ethnographischer Gegenstände im Auftrag der Firma Hernsheim & Co. an Bord des Handelsschiffs Gazelle unterwegs. U. a. zusammen mit dem Regierungsarzt Otto Dempwolff und dem Kaufmann Heinrich Rudolph Wahlen besuchte er verschiedene Inseln. Auf der Insel Luf (1° 31' 60" S, 145° 4' 6" O) nahe den Admiralitäts-Inseln blieb er alleine zurück, um Sitten und Sprache der Einheimischen zu studieren. Im Jahre 1904 begab er sich wieder nach Deutschland. Die auf diese Expedition gesammelten Gegenstände wurden von Max Thiel, Direktor von Hernsheim & Co. an Georg Thilenius, den Direktor des Völkerkundemuseums Hamburg, für 20.000 Mark verkauft.
Aus den Erlösen seiner Verkäufe erwarb Hellwig 1907 in seiner Heimatstadt Halle (Saale) ein Kolonialwarengeschäft, das er jedoch bereits im Folgejahr wieder veräußerte, da er erneut auf Reisen ging.

### Dritte Reise nach Deutsch-Neuguinea 1908 bis 1910
In den Jahren 1908 bis 1910 nahm Franz Hellwig an der von der Hamburgischen Stiftung für Wissenschaft finanzierten Hamburger Südsee-Expedition, die im ersten Jahr von Friedrich Fülleborn geleitet wurde, als Sammler und Photograph teil. Vor allem aber führte er das Tagebuch der Expedition. Nach Ende der Expedition war Hellwig als Magazinverwalter des Völkerkundemuseums in Hamburg beschäftigt.
Nach seiner Pensionierung kehrte Hellwig 1924 nach Halle (Saale) zurück, wo er fünf Jahre später verstarb.
Das 1831 von Friedrich Hellwig gegründete Sanitätshaus F. Hellwig wird bis heute in der halleschen Barfüßergasse 10 in sechster Generation von Hellwigs Familie geführt.
Hinweis: Franz Emil Hellwig ist nicht zu verwechseln mit Dr. med. Franz Karl Hellwig, geboren 1861 in Danzig , der einige Jahre früher als Arzt in Deutsch-Neuguinea wirkte und dort 1889 verstarb.

## Werke, Literatur und Quellen
- Franz E. Hellwig: Tagebuch der Expedition. In: Ergebnisse der Südsee-Expedition 1908–1910. 1. Hamburgische Wissenschaftliche Stiftung, Hamburg 1927
- Karl Baumann: Franz Hellwig in Deutsch-Neuguinea: seine Lebensgeschichte aufgrund überlieferter postalischer und literarischer Dokumente. Fassberg 1994.
- Hellwig, Franz Emil. In: Biographisches Handbuch Deutsch-Neuguinea. 2. Auflage. Fassberg 2002.
- Albrecht Pohlmann: „Künstlerische Großartigkeit … als Äußerung starker naturreligiöser Kräfte“. Max Sauerlandt und die „Hellwigsche Südseesammlung“ in der Moritzburg. In: Emil Nolde. Farben heiß und heilig. Ausstellungskatalog Stiftung Moritzburg – Kunstmuseum des Landes Sachsen-Anhalt, Halle (Saale) 2013, ISBN 978-3-86105-070-4, S. 147–152.